# هرمان بلانكينستاين
هرمان بلانكينستاين (و. 1829 – 1910 م) هو مهندس معماري ألماني، توفي في برلين، عن عمر يناهز 81 عاماً.